# Mk.37 砲射撃指揮装置
Mk.37 砲射撃指揮装置（英語: Mark 37 Gun Fire Control System, Mk.37 GFCS）は、アメリカ海軍が開発した艦砲用の砲射撃指揮装置（GFCS）。Mk.37方位盤（Mark 37 gun director）を中心とするシステムであり、第二次世界大戦中は各サブシステムごとに別々に扱われていたが、後に射撃指揮コンピュータなどを含む包括的なシステムとして呼称されるようになっていった。

## 概要
アメリカ海軍は、1934年に制式化した新しい両用砲である38口径5インチ砲と組み合わせるため、1936年より新しい砲射撃指揮装置（GFCS）の開発に着手した。これによって開発されたのがMk.37であり、射撃指揮レーダー（FCR）の装備を見越して、方位盤の上面は水平とされた。またこれと連動する射撃計算機としては、従来は機械式計算機を用いた射撃盤 (Rangekeeper) が採用されていたのに対し、本機ではアナログコンピュータとして再設計されたMk.1射撃指揮コンピュータが採用された。従来の両用砲用方位盤では射撃盤が組み込み式であったのに対し、本機では大口径砲用の機種と同様に、方位盤から切り離して甲板下にコンピュータを設置した。これにより、目標の水平速力400ノット (740 km/h)、垂直速力250ノット (460 km/h)に対処可能とされた。
方位盤は防盾内に7名が乗り込んで操作する有人式であり、また安定化装置（Mk.6 Stable Element）によって艦の動揺の影響をある程度排除できるようになっていた。1939年就役開始のシムス級駆逐艦で装備化された当初はレーダーをもたなかったが、1941年からは、当初の計画通り、射撃指揮レーダーとしてMk.4レーダーが設置されるようになった。Mk.4レーダーはFDとも称され、いずれも4番目に開発された射撃指揮レーダーであることに由来する。パラボリック・シリンダー型アンテナを2段アンテナにしたアンテナ（1.83×1.83メートル）を用い、周波数Lバンド（当時の呼称; 750 MHz）で、高度5,000フィート (1,500 m)のPBYに対して16,000ヤード (15,000 m)の探知距離を発揮できた。また1942年には、Mk.4を元に高周波・大出力化したMk.12が採用されるとともに、目標高度のみを測定するMk.22測高レーダーも併用されるようになった。さらに後期型では、旋回角および俯仰角の自動追尾機構も導入された。
1950年代後半には、周波数をXバンド（5,200 - 10,900MHz）、アンテナをパラボラ式に変更し、ピーク出力50キロワット、最大探知距離50,000ヤード (46,000 m)としたMk.25レーダー（のちに軍用電子機器の命名規則に基づきAN/SPG-25と改名）が導入された。
その後、Mk.25（AN/SPG-25）レーダーを用いるとともに、射撃指揮コンピュータをデジタルコンピュータのMk.47に換装した改良型としてMk.67が開発された。これは、さらにレーダーをAN/SPG-53に変更したMk.68に発展した。
なお日本の海上自衛隊では、揺籃期に供与を受けた甲型護衛艦（DD; あさかぜ型およびありあけ型）でMk.37を装備化したものの、重量過大である点と射撃指揮コンピュータが機械式である点からあまり高く評価されず、比較的小型・軽量で盲目射撃可能なMk.56の装備化が志向されることとなった。

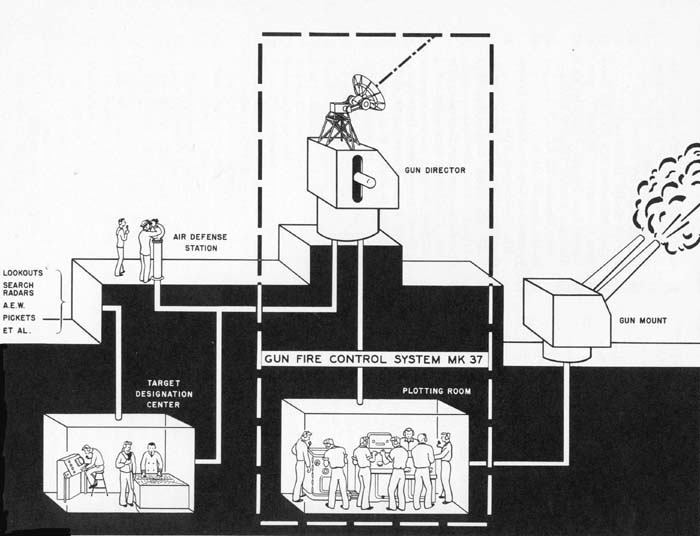
Mk.37砲射撃指揮装置と関連するステーション。
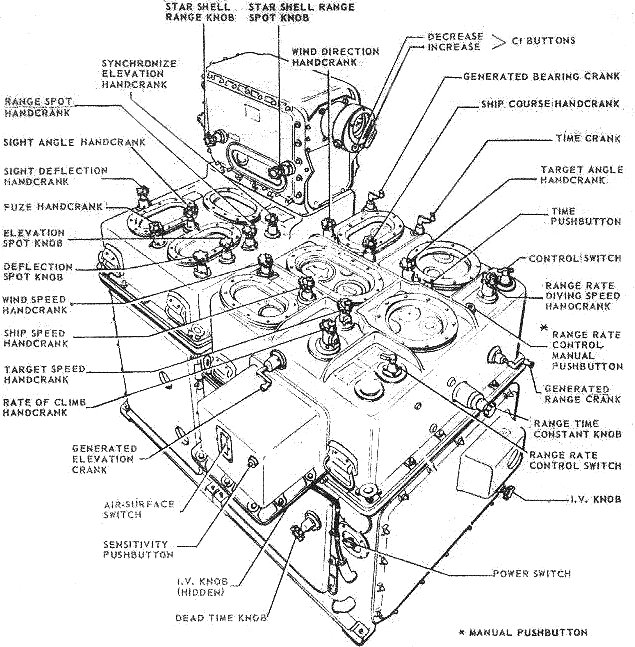
Mk.1A射撃指揮コンピュータ。
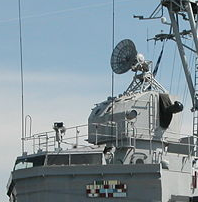
Mk.25レーダー搭載のMk.37。

## 搭載艦
- 戦艦
  - ノースカロライナ級戦艦
  - サウスダコタ級戦艦
  - アイオワ級戦艦
- 巡洋艦
  - アラスカ級大型巡洋艦
  - ボルチモア級重巡洋艦
  - デモイン級重巡洋艦
  - アトランタ級軽巡洋艦
  - クリーブランド級軽巡洋艦
  - ウースター級軽巡洋艦
- 駆逐艦
  - シムス級駆逐艦
  - ベンソン級駆逐艦
  - グリーブス級駆逐艦
    - あさかぜ型護衛艦 (海上自衛隊)

  - フレッチャー級駆逐艦
    - ありあけ型護衛艦 (海上自衛隊)

  - アレン・M・サムナー級駆逐艦
  - ギアリング級駆逐艦
  - サン・ジョルジョ級駆逐艦（イタリア語版） ( イタリア海軍)
  - インペトゥオーソ級駆逐艦 ( イタリア海軍)
  - ロヘル・デ・ラウリア級駆逐艦 ( スペイン海軍)